# Меланелия
Меланелия (лат. Melanelia) — род листоватых лишайников семейства Пармелиевые (Parmeliaceae). Описан в 1978 году лихенологом Тэдом Эсслингером.

## Описание
Листовидный лишайник, образующий крупные розетки диаметром до 15 см. Он имеет отчётливую серебристо-серую окраску, хотя цвет может варьироваться в зависимости от среды, в которой он растёт. Верхняя поверхность гладкая, в то время как нижняя поверхность чёрная. Слоевище лишайника обычно имеет толщину менее 5 мм, а лопасти обычно перекрываются.

## Виды
- Melanelia commixta (Nyl.) A. Thell, 1995 — Меланелия смешанная
- Melanelia hepatizon (Ach.) A. Thell, 1995 — Меланелия печёночная
- Melanelia microglabra Divakar, Upreti, G.P. Sinha et Elix, 2003[5] — Индия
- Melanelia pseudoglabra (Essl.), Essl., 1978

## Охранный статус
В России виды Melanelia commixta, Melanelia hepatizon и Melanelia stygia занесены в Красную книгу Ленинградской области, а вид Melanelia stygia также занесён в Красную книгу Санкт-Петербурга.